# 식식한 소녀들
《식식한 소녀들》은 2017년 1월 23일부터 2017년 4월 10일까지 E채널에서 방영된 예능 프로그램이다.

## 출연자

### 소녀들
- 차오루
- 허영지
- 박보람
- 루나
- 자이언트핑크

### 진행
- 정준하
- 정진운